# Bjarni Viðarsson
Bjarni Þór Viðarsson, traslitterato in Bjarni Thor Vidarsson (Reykjavík, 5 marzo 1988), è un ex calciatore islandese di ruolo centrocampista.

## Biografia
È fratello di Arnar Viðarsson e Davíð Viðarsson.

## Carriera

### Club
Cresciuto nelle giovanili dell'Hafnarfjörðar, nel 2004 viene acquistato dall'Everton, club inglese. Dopo due stagioni nelle giovanili, nella stagione 2006-2007 viene inserito nella prima squadra. Il 5 febbraio 2007 si è trasferito in prestito al Bournemouth, club militante in League One. Nelle file del club rossonero ha disputato 6 incontri e messo a segno una rete. Rientrato all'Everton, ha debuttato in prima squadra il 20 dicembre 2007, nell'incontro di Coppa UEFA AZ Alkmaar-Everton (2-3), subentrando a Steven Pienaar al minuto 68. Dopo un periodo di prova, il 29 gennaio 2008 si è trasferito in prestito al Twente. Acquistato a titolo definitivo nel maggio 2008, ha militato nelle file del Twente fino al 2009, non collezionando alcuna presenza. Il 31 agosto 2009 si è trasferito al Roeselare. Il debutto in campionato è avvenuto il 12 settembre 2009, in Gent-Roeselare (5-1). Ha militato nelle file del club bianconero per una stagione, totalizzando 31 presenze e 7 reti. Il 9 giugno 2010 è stato ufficializzato il suo trasferimento al Malines, con cui ha firmato un contratto triennale. Ha debuttato in campionato il 14 agosto 2010, in Malines-Lierse (1-0), subentrando ad Aloys Nong al minuto 85. Il 3 agosto 2012 è passato a titolo definitivo al Silkeborg, club norvegese. Dopo due stagioni e mezzo con il club norvegese, il 4 febbraio 2015 è tornato in patria, all'FH Hafnarfjörður, club con cui ha concluso la propria carriera da calciatore nel 2018.

### Nazionale

#### Under-17, Under-19, Under-21
Dopo aver militato nella Nazionale Under-17 e nella Nazionale Under-19, l'11 ottobre 2005 ha debuttato in Nazionale Under-21, disputando da titolare l'incontro Svezia-Islanda (1-4), gara in cui ha messo a segno la rete del momentaneo 0-3 al minuto 78. Ha partecipato, con la selezione Under-21, agli Europei Under-21 2011. Ha totalizzato, con la selezione Under-21, 24 presenze e 6 reti.

#### Nazionale maggiore
Convocato dal commissario tecnico Jóhannesson nel 2008, ha debuttato in Nazionale maggiore il 2 febbraio 2008, in Bielorussia-Islanda (2-0).

## Statistiche

### Presenze e reti nei club
| Stagione                | Squadra                 | Campionato              | Campionato | Campionato | Coppe nazionali | Coppe nazionali | Coppe nazionali | Coppe continentali | Coppe continentali | Coppe continentali | Altre coppe | Altre coppe | Altre coppe | Totale | Totale | Totale |
| Stagione                | Squadra                 | Comp                    | Pres       | Reti       | Comp            | Pres            | Reti            | Comp               | Pres               | Reti               | Comp        | Pres        | Reti        | Pres   | Reti   |        |
| ----------------------- | ----------------------- | ----------------------- | ---------- | ---------- | --------------- | --------------- | --------------- | ------------------ | ------------------ | ------------------ | ----------- | ----------- | ----------- | ------ | ------ | ------ |
| 2006-feb. 2007          | Everton                 | PL                      | 0          | 0          | FA+FLC          | 0+0             | 0+0             | -                  | -                  | -                  | -           | -           | -           | 0      | 0      |        |
| feb.-giu. 2007          | Bournemouth             | FL1                     | 6          | 1          | FA+FLC          | 0+0             | 0+0             | -                  | -                  | -                  | -           | -           | -           | 6      | 1      |        |
| 2007-gen. 2008          | Everton                 | PL                      | 0          | 0          | FA+FLC          | 0+0             | 0+0             | UEFA               | 1                  | 0                  | -           | -           | -           | 1      | 0      |        |
| gen.-giu. 2008          | Twente                  | E                       | 0          | 0          | KNVBB           | 0               | 0               | -                  | -                  | -                  | -           | -           | -           | 0      | 0      |        |
| 2008-2009               | Twente                  | E                       | 0          | 0          | KNVBB           | 0               | 0               | CL+UEFA            | 0+0                | 0+0                | -           | -           | -           | 0      | 0      |        |
| Totale Twente           | Totale Twente           | Totale Twente           | 0          | 0          |                 | 0               | 0               |                    | 0                  | 0                  |             | -           | -           | 0      | 0      |        |
| 2009-2010               | Roeselare               | PL                      | 23+3       | 6+1        | CB              | 5               | 0               | -                  | -                  | -                  | -           | -           | -           | 31     | 7      |        |
| 2010-2011               | Malines                 | PL                      | 15+1       | 0+0        | CB              | 2               | 1               | -                  | -                  | -                  | -           | -           | -           | 18     | 1      |        |
| 2011-2012               | Malines                 | PL                      | 0          | 0          | CB              | 0               | 0               | -                  | -                  | -                  | -           | -           | -           | 0      | 0      |        |
| Totale Malines          | Totale Malines          | Totale Malines          | 16         | 0          |                 | 2               | 1               |                    | -                  | -                  |             | -           | -           | 18     | 1      |        |
| 2012-2013               | Silkeborg               | SL                      | 12         | 1          | NM              | 2               | 0               | -                  | -                  | -                  | -           | -           | -           | 14     | 1      |        |
| 2013-2014               | Silkeborg               | 1D                      | 12         | 0          | NM              | 1               | 0               | -                  | -                  | -                  | -           | -           | -           | 13     | 0      |        |
| 2014-feb. 2015          | Silkeborg               | SL                      | 4          | 0          | NM              | 1               | 0               | -                  | -                  | -                  | -           | -           | -           | 5      | 0      |        |
| Totale Silkeborg        | Totale Silkeborg        | Totale Silkeborg        | 28         | 1          |                 | 4               | 0               |                    | -                  | -                  |             | -           | -           | 32     | 1      |        |
| 2015                    | FH Hafnarfjörður        | UR                      | 19         | 3          | BK+DB           | 1+2             | 0+0             | EL                 | 4                  | 0                  | -           | -           | -           | 26     | 3      |        |
| 2016                    | FH Hafnarfjörður        | UR                      | 20         | 1          | BK+DB           | 2+6             | 0+1             | CL                 | 2                  | 0                  | -           | -           | -           | 30     | 2      |        |
| 2017                    | FH Hafnarfjörður        | UR                      | 8          | 0          | BK+DB           | 1+0             | 0+0             | CL+EL              | 0+1                | 0+0                | -           | -           | -           | 10     | 0      |        |
| 2018                    | FH Hafnarfjörður        | UR                      | 0          | 0          | BK+DB           | 0+1             | 0+0             | EL                 | 0                  | 0                  | -           | -           | -           | 1      | 0      |        |
| Totale FH Hafnarfjörðar | Totale FH Hafnarfjörðar | Totale FH Hafnarfjörðar | 47         | 4          |                 | 13              | 1               |                    | 7                  | 0                  |             | -           | -           | 67     | 5      |        |
| Totale carriera         | Totale carriera         | Totale carriera         | 123        | 13         |                 | 24              | 2               |                    | 8                  | 0                  |             | -           | -           | 155    | 15     |        |

### Cronologia presenze e reti in nazionale
| Cronologia completa delle presenze e delle reti in nazionale ― Islanda | Cronologia completa delle presenze e delle reti in nazionale ― Islanda | Cronologia completa delle presenze e delle reti in nazionale ― Islanda | Cronologia completa delle presenze e delle reti in nazionale ― Islanda | Cronologia completa delle presenze e delle reti in nazionale ― Islanda | Cronologia completa delle presenze e delle reti in nazionale ― Islanda | Cronologia completa delle presenze e delle reti in nazionale ― Islanda | Cronologia completa delle presenze e delle reti in nazionale ― Islanda |
| Data                                                                   | Città                                                                  | In casa                                                                | Risultato                                                              | Ospiti                                                                 | Competizione                                                           | Reti                                                                   | Note                                                                   |
| ---------------------------------------------------------------------- | ---------------------------------------------------------------------- | ---------------------------------------------------------------------- | ---------------------------------------------------------------------- | ---------------------------------------------------------------------- | ---------------------------------------------------------------------- | ---------------------------------------------------------------------- | ---------------------------------------------------------------------- |
| 2-2-2008                                                               | Ta' Qali                                                               | Bielorussia                                                            | 2 – 0                                                                  | Islanda                                                                | Amichevole                                                             | -                                                                      | 80’                                                                    |
| Totale                                                                 |                                                                        | Presenze                                                               | 1                                                                      |                                                                        | Reti                                                                   | 0                                                                      |                                                                        |

| Cronologia completa delle presenze e delle reti in nazionale ― Islanda under 21 | Cronologia completa delle presenze e delle reti in nazionale ― Islanda under 21 | Cronologia completa delle presenze e delle reti in nazionale ― Islanda under 21 | Cronologia completa delle presenze e delle reti in nazionale ― Islanda under 21 | Cronologia completa delle presenze e delle reti in nazionale ― Islanda under 21 | Cronologia completa delle presenze e delle reti in nazionale ― Islanda under 21 | Cronologia completa delle presenze e delle reti in nazionale ― Islanda under 21 | Cronologia completa delle presenze e delle reti in nazionale ― Islanda under 21 |
| Data                                                                            | Città                                                                           | In casa                                                                         | Risultato                                                                       | Ospiti                                                                          | Competizione                                                                    | Reti                                                                            | Note                                                                            |
| ------------------------------------------------------------------------------- | ------------------------------------------------------------------------------- | ------------------------------------------------------------------------------- | ------------------------------------------------------------------------------- | ------------------------------------------------------------------------------- | ------------------------------------------------------------------------------- | ------------------------------------------------------------------------------- | ------------------------------------------------------------------------------- |
| 11-10-2005                                                                      | Eskilstuna                                                                      | Svezia under 21                                                                 | 1 – 4                                                                           | Islanda under 21                                                                | Qual. Europeo Under-21 2006                                                     | 1                                                                               | 73’                                                                             |
| 3-5-2006                                                                        | Andorra la Vella                                                                | Andorra under 21                                                                | 0 – 0                                                                           | Islanda under 21                                                                | Qual. Europeo Under-21 2007                                                     | -                                                                               |                                                                                 |
| 1-6-2006                                                                        | Akranes                                                                         | Islanda under 21                                                                | 2 – 0                                                                           | Andorra under 21                                                                | Qual. Europeo Under-21 2007                                                     | -                                                                               |                                                                                 |
| 16-8-2006                                                                       | Ritzing                                                                         | Austria under 21                                                                | 0 – 0                                                                           | Islanda under 21                                                                | Qual. Europeo Under-21 2007                                                     | -                                                                               | 63’                                                                             |
| 1-9-2006                                                                        | Reykjavík                                                                       | Islanda under 21                                                                | 0 – 1                                                                           | Italia under 21                                                                 | Qual. Europeo Under-21 2007                                                     | -                                                                               | 21’                                                                             |
| 22-8-2007                                                                       | Grindavík                                                                       | Islanda under 21                                                                | 0 – 1                                                                           | Cipro under 21                                                                  | Qual. Europeo Under-21 2009                                                     | -                                                                               |                                                                                 |
| 7-9-2007                                                                        | Senec                                                                           | Slovacchia under 21                                                             | 2 – 2                                                                           | Islanda under 21                                                                | Qual. Europeo Under-21 2009                                                     | 1                                                                               | 80’                                                                             |
| 11-9-2007                                                                       | Akranes                                                                         | Islanda under 21                                                                | 0 – 0                                                                           | Belgio under 21                                                                 | Qual. Europeo Under-21 2009                                                     | -                                                                               |                                                                                 |
| 16-10-2007                                                                      | Grindavík                                                                       | Islanda under 21                                                                | 1 – 1                                                                           | Austria under 21                                                                | Qual. Europeo Under-21 2009                                                     | -                                                                               | 24’                                                                             |
| 16-11-2007                                                                      | Treviri                                                                         | Germania under 21                                                               | 3 – 0                                                                           | Islanda under 21                                                                | Amichevole                                                                      | -                                                                               | 46’                                                                             |
| 6-2-2008                                                                        | Pafo                                                                            | Cipro under 21                                                                  | 2 – 0                                                                           | Islanda under 21                                                                | Qual. Europeo Under-21 2009                                                     | -                                                                               |                                                                                 |
| 5-6-2009                                                                        | Aalborg                                                                         | Danimarca under 21                                                              | 3 – 2                                                                           | Islanda under 21                                                                | Amichevole                                                                      | 1                                                                               | 71’                                                                             |
| 12-8-2009                                                                       | Reykjavík                                                                       | Islanda under 21                                                                | 0 – 2                                                                           | Rep. Ceca under 21                                                              | Qual. Europeo Under-21 2011                                                     | -                                                                               | 38’ 72’                                                                         |
| 8-9-2009                                                                        | Sligo                                                                           | Irlanda del Nord under 21                                                       | 2 – 6                                                                           | Islanda under 21                                                                | Qual. Europeo Under-21 2011                                                     | 1                                                                               |                                                                                 |
| 9-10-2009                                                                       | Reykjavík                                                                       | Islanda under 21                                                                | 8 – 0                                                                           | San Marino under 21                                                             | Qual. Europeo Under-21 2011                                                     | -                                                                               |                                                                                 |
| 13-11-2009                                                                      | Serravalle                                                                      | San Marino under 21                                                             | 0 – 6                                                                           | Islanda under 21                                                                | Qual. Europeo Under-21 2011                                                     | 1                                                                               |                                                                                 |
| 2-3-2010                                                                        | Magdeburgo                                                                      | Germania under 21                                                               | 2 – 2                                                                           | Islanda under 21                                                                | Qual. Europeo Under-21 2011                                                     | 1                                                                               |                                                                                 |
| 11-8-2010                                                                       | Hafnarfjörður                                                                   | Islanda under 21                                                                | 4 – 1                                                                           | Germania under 21                                                               | Qual. Europeo Under-21 2011                                                     | -                                                                               |                                                                                 |
| 7-10-2010                                                                       | Reykjavík                                                                       | Islanda under 21                                                                | 2 – 1                                                                           | Scozia under 21                                                                 | Qual. Europeo Under-21 2011                                                     | -                                                                               |                                                                                 |
| 11-10-2010                                                                      | Edimburgo                                                                       | Scozia under 21                                                                 | 1 – 2                                                                           | Islanda under 21                                                                | Qual. Europeo Under-21 2011                                                     | -                                                                               |                                                                                 |
| 24-3-2011                                                                       | Kiev                                                                            | Ucraina under 21                                                                | 3 – 2                                                                           | Islanda under 21                                                                | Amichevole                                                                      | -                                                                               | 57’                                                                             |
| 28-3-2011                                                                       | Preston                                                                         | Inghilterra under 21                                                            | 1 – 2                                                                           | Islanda under 21                                                                | Amichevole                                                                      | -                                                                               |                                                                                 |
| 11-6-2011                                                                       | Aarhus                                                                          | Bielorussia under 21                                                            | 2 – 0                                                                           | Islanda under 21                                                                | Europeo Under-21 2011 - Gironi                                                  | -                                                                               | 83’                                                                             |
| 14-6-2011                                                                       | Aalborg                                                                         | Svizzera under 21                                                               | 2 – 0                                                                           | Islanda under 21                                                                | Europeo Under-21 2011 - Gironi                                                  | -                                                                               | 11’ 61’                                                                         |
| Totale                                                                          |                                                                                 | Presenze                                                                        | 24                                                                              |                                                                                 | Reti                                                                            | 6                                                                               |                                                                                 |